# Fritz Helmut Landshoff

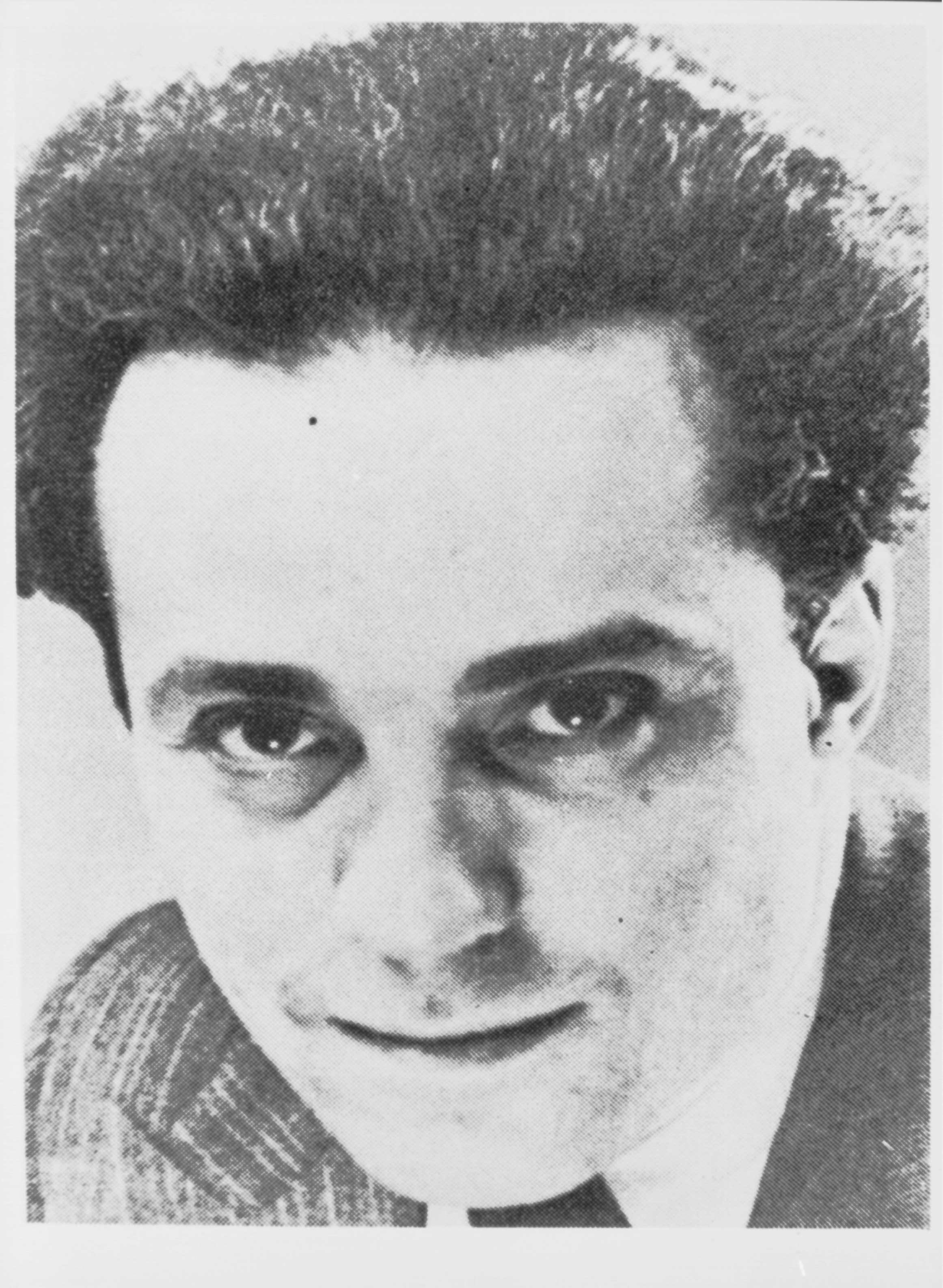
Fritz Landshoff in den 1930er Jahren

Fritz Helmut Landshoff (* 29. Juli 1901 in Berlin; † 30. März 1988 in Haarlem) war ein deutsch-niederländischer Verleger. 

## Leben
Fritz Helmut Landshoff wuchs in einer begüterten Familie jüdischer Abstammung auf. Seine Mutter weckte in ihm schon früh eine besondere Vorliebe für Musik und Literatur. Er war Schüler des humanistischen Mommsen-Gymnasiums in Berlin, engagierte sich politisch und wurde 1918 unter dem Eindruck der Russischen Revolution Mitglied der USPD. Das 1919 begonnene Medizinstudium in Freiburg brach er wegen mangelnder naturwissenschaftlicher Kenntnisse ab und begann Germanistik in München und Frankfurt am Main zu studieren. 1923 promovierte er zum Dr. phil. Er wurde 1926 Mitinhaber und Geschäftsführer des Gustav Kiepenheuer Verlags in Potsdam. Seine Kollegen dort waren Hermann Kesten und Walter Landauer. Nach der „Machtergreifung“ der Nationalsozialisten musste der Verlag 1933 schließen und wurde später mit anderem Programm neu gegründet.
Im April 1933 bot der holländische Verleger Emanuel Querido Fritz Landshoff an, eine deutschsprachige Exil-Abteilung in seiner Querido’s Uitgeverij in Amsterdam, Keizersgracht 333, zu gründen – den Querido Verlag. Dieser Verlag sollte den Nationalsozialismus bekämpfen und sich dazu der ins Exil gegangenen deutschen Autoren bedienen. Landshoff nahm das Angebot an und gewann zahlreiche verfolgte renommierte Autoren für den Verlag wie Alfred Döblin, Heinrich Eduard Jacob, Lion Feuchtwanger, Emil Ludwig, Klaus Mann, Heinrich Mann, Thomas Mann, Gustav Regler, Anna Seghers, Ernst Toller, Arnold Zweig und viele andere. Neben vielen literarischen Titeln wurden auch gegen Hitler-Deutschland gerichtete Sachbücher veröffentlicht. Schon 1933 erschien Heinrich Manns Essaysammlung Der Haß und im September 1933 die erste Nummer der von Klaus Mann herausgegebenen literarisch-politischen Zeitschrift Die Sammlung. Damit entstand mit dem Querido Verlag der wichtigste Verlag des deutschsprachigen Exils und Widerstandes gegen den Nationalsozialismus.
Landshoff war mit Klaus und Erika Mann befreundet; Klaus Mann schildert ihn in seiner Autobiografie Der Wendepunkt (Seite 420/21) als „brüderlichen Freund“ und als „schönste menschliche Beziehung“ nach dem Suizid seines besten Freundes Ricki Hallgarten im Jahr 1932. Landshoff war es auch, der die englische Erstfassung des Buches The Turning Point 1942 in New York verlegte.
Die Autoren erhielten ihre Honorare in monatlichen Zahlungen, die bei Abschluss des Vertrages begannen und bis zur Ablieferung des Manuskriptes dauerten. Damit garantierte der Verleger ihnen ein (wenn auch geringes) regelmäßiges Einkommen, mit dem sie überleben konnten.
Nach der deutschen Besetzung der Niederlande im Mai 1940 wurde der Verlag in Amsterdam von der Gestapo umgehend geschlossen. Landshoff war kurz zuvor zu Verhandlungen nach London gereist und daher außerhalb der Reichweite der Gestapo. Emanuel Querido und seine Frau wurden verhaftet und 1943 im Vernichtungslager Sobibor ermordet. Landshoff emigrierte im Januar 1941 über Mexiko in die USA und gründete in New York 1942 gemeinsam mit Gottfried Bermann Fischer den Verlag L. B. Fischer Publishing Corporation, der bis 1946 Bestand hatte. Nach dem Krieg wurde 1948 in Amsterdam der Bermann Fischer / Querido Verlag N.V. mit ihm als Teilhaber gegründet, dessen Nachfolge 1951 der S. Fischer Verlag N.V. Amsterdam antrat.
Von 1953 bis 1986 arbeitete Landshoff im New Yorker Kunstverlag Harry N. Abrams als managing vice-director. Am 5. Mai 1982 erhielt er zusammen mit seinem Freund Hermann Kesten die Ehrendoktorwürde der Freien Universität Berlin, 1987 den Gutenberg-Preis der Stadt Leipzig. Eine staatliche Anerkennung in der Bundesrepublik Deutschland wie etwa das Bundesverdienstkreuz erhielt er 1976 und 1983. Hans-Albert Walter, Nestor der Exilforschung, hielt Landshoff für eine der hervorragenden deutschen Verlegerpersönlichkeiten des 20. Jahrhunderts.

## Sonstiges
Er war zeitweilig mit der Schauspielerin Ruth Hellberg liiert, aus der Verbindung stammt der gemeinsame Sohn Andreas Landshoff (1930–2021).
Wie Elisabeth Mann Borgese freimütig in Heinrich Breloers Dokudrama Die Manns – Ein Jahrhundertroman schildert, war sie mit fünfzehn Jahren unsterblich in Fritz Landshoff verliebt, während er ihre Schwester Erika Mann sehr verehrte. Erika jedoch liebte ihn eigentlich nicht, bemühte sich aber intensiv, ihn von seiner Drogen- und Todessehnsucht zu befreien, an der Landshoff wie auch ihr Bruder Klaus Mann litt. 1939 schlug sie ihm deshalb sogar die Ehe vor, die Landshoff zu ihrer Erleichterung aber ablehnte.